# گونگسون زان
گونگسون زان () (قبل از ۱۶۱ - آوریل یا مه ۱۹۹)، با نام محترم بوگویی، یک ژنرال نظامی، سیاستمدار و جنگ‌سالار چینی بود که در اواخر سلسله هان شرقی زندگی می‌کرد.

## زندگی
اطلاعات کمی از زندگی اولیه گونگسون زان وجود دارد. او و لیو بی زیر نظر لو ژی تحصیل کردند. در آن زمان، مدیر فرماندهی خانه‌اش از چهرهٔ زیبا و صدای گونگسون زان تمجید می‌کرد، بنابراین ترتیبی داد که دخترش با او ازدواج کند. گونگ سون زان توسط هو جین برای سرکوب شورش‌ها در شمال مستقر شد که او این کار را با موفقیت انجام داد. پس از سوء تفاهم با اربابش، لیو یو، گونگسون زان به لیو حمله کرد و او را کشت و بدین ترتیب کنترل مناطق اطراف را به دست آورد. با این حال، برخلاف تصور عمومی، او هرگز به‌طور رسمی به عنوان مدیر فرماندهی منصوب نشد. در این مدت، همکلاسی سابقش لیو بی به خدمت او آمد و شهر پینگیوان را برای دفاع به او اختصاص دادند.

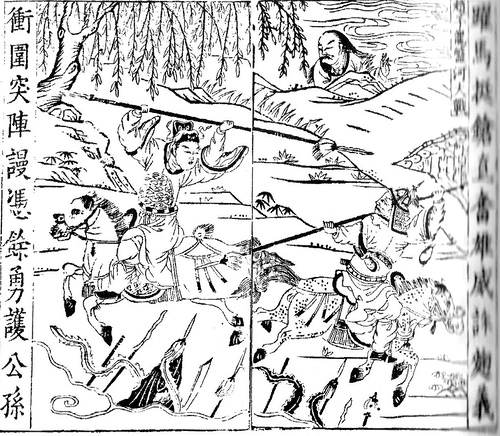
ژائو یون در مقابل گونگسون زان شجاعت نشان می‌دهد

در جنوب، دو برادر یوان شائو در شمال و یوان شو در جنوب برای برتری بر چین مرکزی رقابت می‌کنند. گونگ سون زان با یوان شو اتحاد تشکیل داد و پسر عموی دوم خود گونگ سون یوئه را برای کمک به ژنرال یوان شو، سون جیان، برای بازپس‌گیری یانگ‌چنگ فرستاد. با این حال، گونگ سون یو در کمپین درگذشت. گونگ سون زان با استفاده از این بهانه به یوان شائو حمله کرد، پس از اینکه نقشه اولیه او برای به دست آوردن سرزمین هان فو بهم ریخت. با این حال، گونگسون زان توسط یوان شائو در نبرد ییجینگ شکست خورد. او پس از کشتن خواهران، همسر و فرزندانش با خودسوزی دست به خودکشی زد.

## در فرهنگ عامه
گونگسون زان یکی از شخصیت‌های اصلی بازی ویدیویی جنگ تمام‌عیار:سه پادشاهی است که توسط کریتیو اسمبلیتوسعه یافته و توسط سگا منتشر شده‌است.